# Xamavera
Xamavera é uma vila e comuna angolana que se localiza na província do Cuando, pertencente ao município de Dirico.